# Kushinadahime

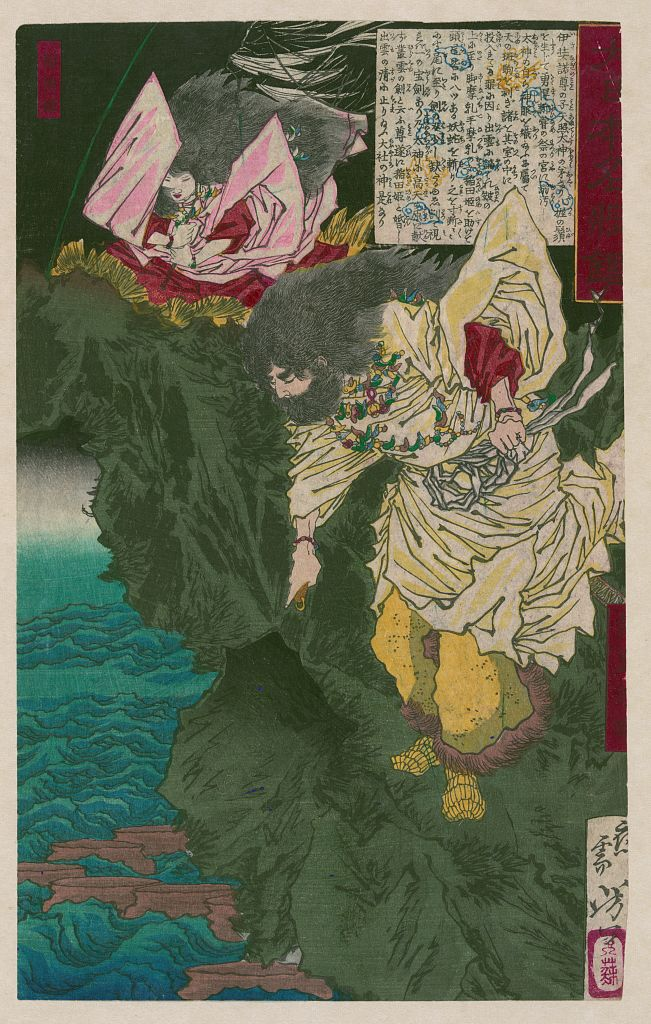
Susanoo e Kushinadahime

Kushinadahime (櫛名田比売?), nota anche con altri nomi, tra i quali i principali sono Kushiinadahime (くしいなだひめ?) e Inadahime (いなだ?), è una dea della mitologia giapponese. È una delle mogli di Susanoo, che secondo la leggenda l'avrebbe presa in sposa dopo aver sconfitto il mostro Yamata no Orochi, che aveva ucciso tutte le sue sorelle.

## Nome
Nel Kojiki la dea viene menzionata come "Kushinadahime", mentre il Nihon Shoki la chiama "Kushiinadahime", "Inadahime" e "Makamifuru-Kushiinadahime".
Il nome "Inadahime" può essere tradotto come principessa di Inada o "principessa delle risaie", in quanto il nome "Inada" è sia il nome di una località, che dei luoghi dove si coltiva il riso. La particella kushi viene invece solitamente interpretata come l'aggettivo che significa "meraviglioso", tuttavia può significare anche "pettine", elemento ricorrente nella storie che la ritraggono.

## Leggenda

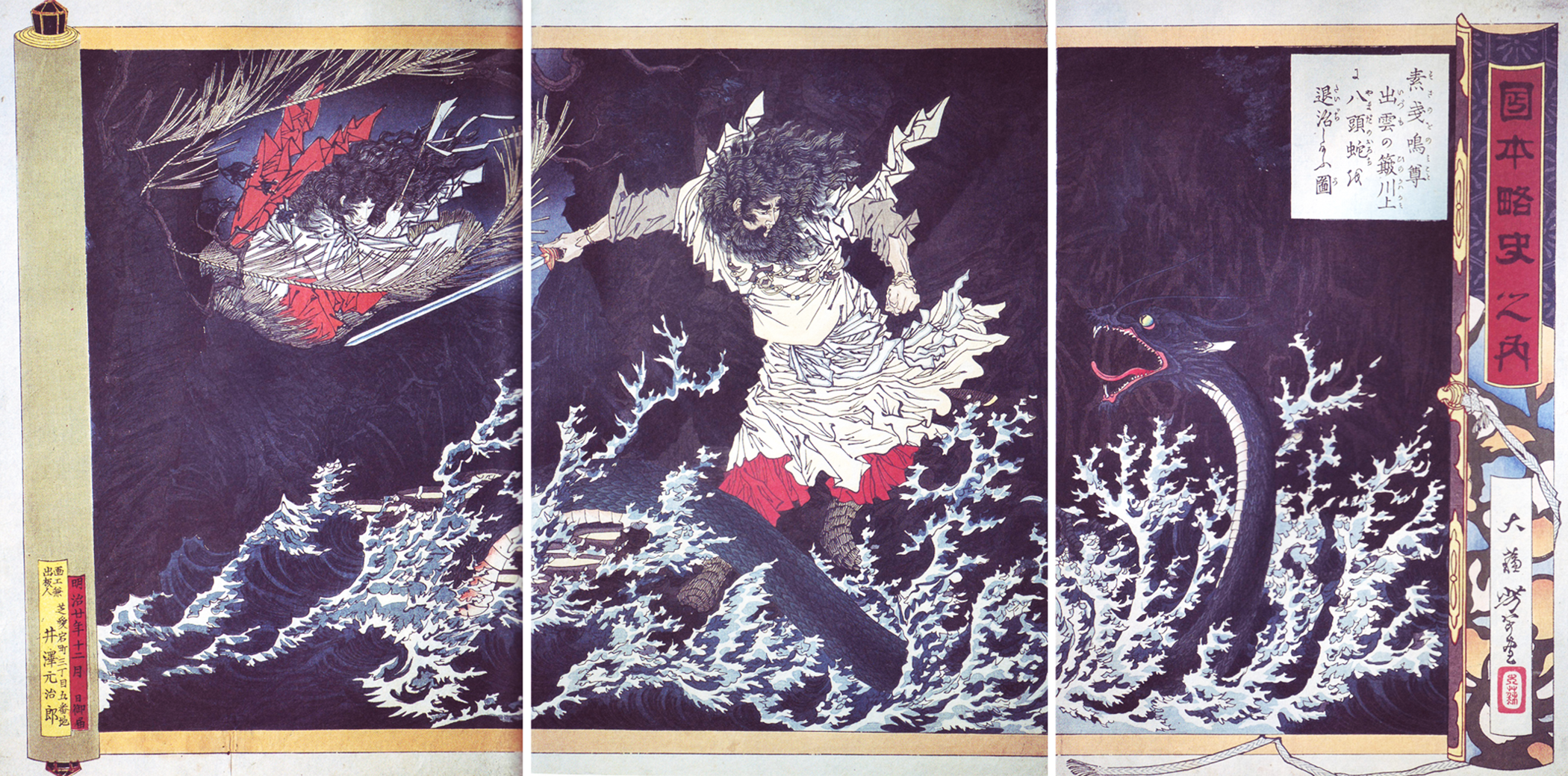
Susanoo e Yamata no Orochi

Nel Kojiki e nel Nihon Shoki si narra che Susanoo, dopo essere stato esiliato dal Takamagahara, scese sulla terra, dove incontrò una coppia di divinità terrestri di nome Tenazuchi e Ashinazuchi, figlia e figlio del dio della montagna Ōyamatsumi. I due gli avrebbero raccontato di una mostruosa creatura nota come Yamata no Orochi che popolava la vicina terra di Koshi, che aveva divorato sette delle loro otto figlie: Kushinadahime era l'unica sopravvissuta. Dopo aver udito ciò, Susanoo decise di uccidere la serpe, a condizione che come ricompensa gli sarebbe stata data Kushinadahime in sposa.
Il kami riuscì nella sua impresa, e così il matrimonio avvenne.
La coppia ebbe poi un figlio, chiamato Yashimajinumi nel Kojiki e Ōkuninushi nello Shoki.

### Varianti

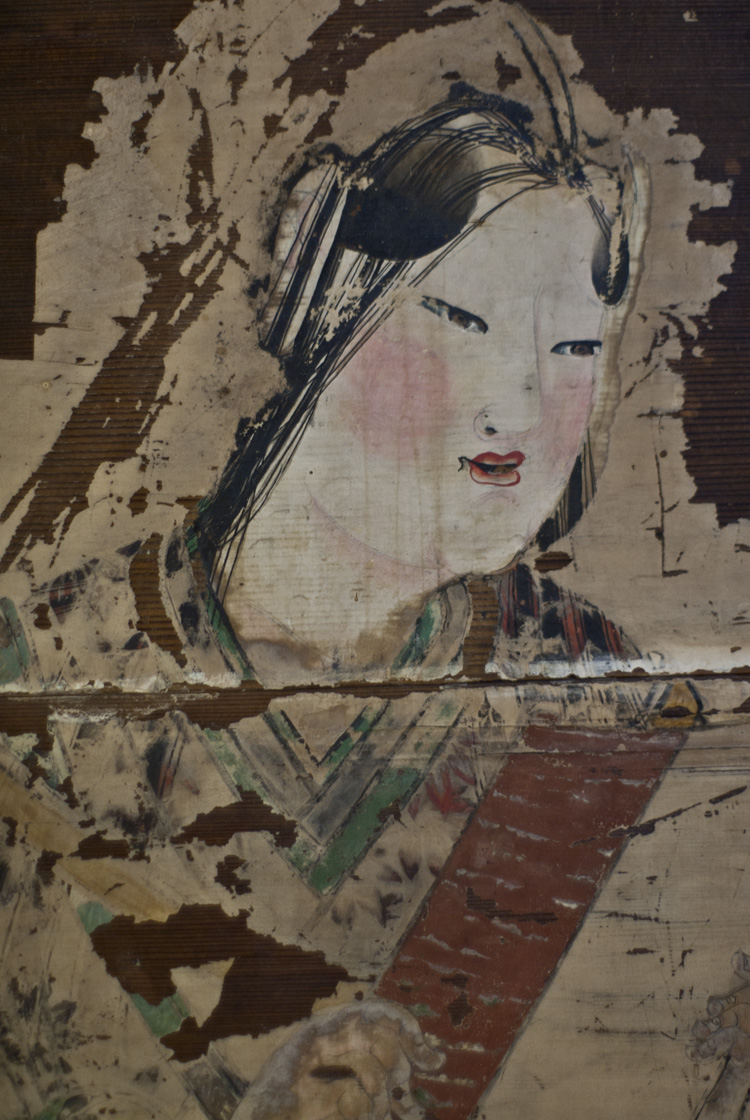
Pittura murale del periodo Muromachi raffigurante Kushinadahime (Santuario Yaegaki, Matsue, Prefettura di Shimane)

Mentre la maggior parte delle fonti letterarie vede la sorgente del fiume Hii come il luogo nel quale discese Susanoo, una variante dello Shoki sostiene invece che Susanoo giunse sulla Terra in prossimità del fiume E, nella provincia di Aki. In questa versione, Inadahime non è ancora nata quando Susanoo uccide lo Yamata no Orochi.
Inoltre, una leggenda legata al santuario Yaegaki, a Matsue, afferma che Susanoo, durante la sua battaglia con lo Yamata no Orochi, nascose Kushinadahime in un recinto all'interno della foresta in prossimità dell'edificio.

#### Izumo Fudoki
Una leggenda dell'Izumo Fudoki narra che Kushinadahime si recò presso il villaggio di Kumatani mentre stava per partorire, esclamando "Quanto è profonda e ben nascosta (kumakumashiki) questa valle (tani)!": esclamazione associata all'origine del nome della borgata.

#### Hōki Fudoki
Un estratto che sembra provenire dall'ormai perduto Hōki Fudoki racconta che Inadahime fuggì dallo Yamata no Orochi rifugiandosi presso le montagne nelle vicinanze di Hōki. Anche questa leggenda mira a spiegare il nome della provincia Hahaki, in quanto la dea avrebbe urlato in cerca di aiuto: "Madre, vieni!" (haha kimase).

## Culto

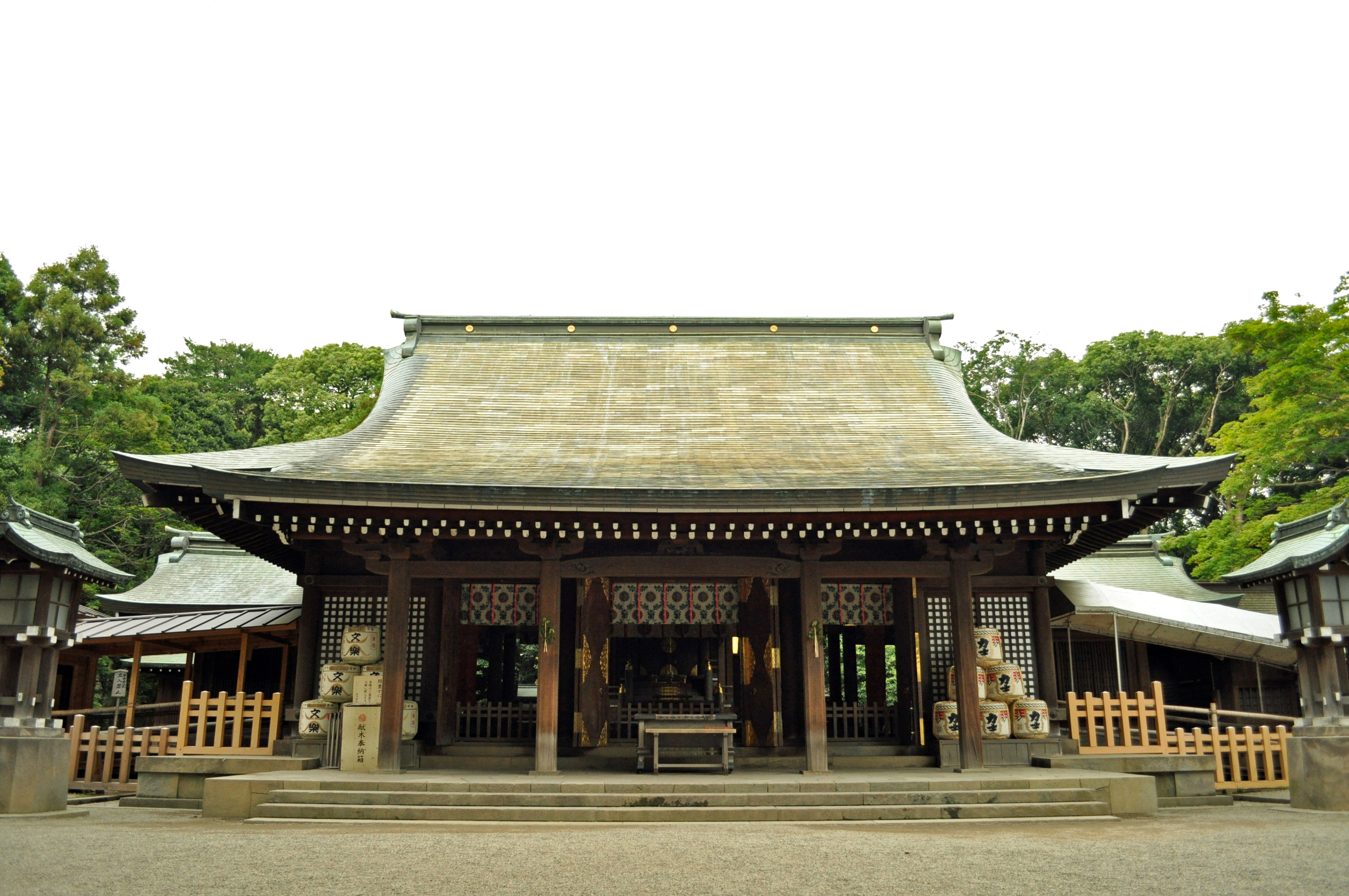
Santuario di Hikawa

Come per altri kami shintoisti, Kushinadahime è venerata in diversi santuari, sparsi per tutto il Giappone: solitamente viene pregata insieme a suo marito Susanoo, ma talvolta da sola o assieme ad altre divinità.

### Kushinadahime e Harisaijo
Durante il Giappone medievale e premoderno, Susanoo è stato comunemente associato alla divinità della pestilenza Gozu Tennō. In quanto consorte di Susanoo, Kushinadahime è stata a sua volta fusa con la moglie di Gozu Tennō, Harisaijo (頗梨采女?). Infatti, nonostante diversi santuari attualmente venerino Susanoo, le sue mogli, ed i suoi otto figli, in antichità erano dedicati a Gozu Tennō, Harisaijo e i loro otto figli, noti come gli Otto Principi (八王子?, Hachiōji).

## Riconoscimenti
L'asteroide 10613 Kushinadahime, scoperto nel 1997, prende il nome dalla dea.